# Bachelor Night
Pour plus de détails, voir Fiche technique et Distribution.
Bachelor Night est un film américain écrit et réalisé par Maximilian Elfeldt, Jeff Newman et Brian Misakian, sorti en 2014. Il met en vedettes dans les rôles principaux Andrew Bongiorno, Phillip Andre Botello et Heather Paige Cohn.

## Synopsis
Un célibataire se rend avec ses amis dans la métropole festive de Las Vegas pour passer une dernière nuit folle avant son mariage. Ils n’ont aucune idée à quel point ce sera sauvage, car les hommes rencontrent bientôt quatre jeunes femmes, qui elles aussi célèbrent l’enterrement de vie de jeune fille de leur amie et ses fiançailles. Après quelques jeux amoureux et plusieurs verres de trop, les choses prennent une tournure inhabituelle, car les deux fiancés se rapprochent un peu trop et disparaissent sans laisser de trace. C’est au garçon d’honneur et à la demoiselle d’honneur de sauver leurs amis de la plus grande erreur de leur vie, et aussi de la vengeance du fiancé de la jolie future mariée, qui va épouser un gangster russe.

## Distribution
- Andrew Bongiorno : Adrian
- Skyler Yeast : Derek
- Phillip Andre Botello : Frank
- Lenny Hernandez : Mitchell
- Heather Paige Cohn : Sienna
- Samantha Stewart : Casey
- Melissa Mensah : Amber
- Anna Beletzki : Tatyana
- Megan Albertus : Amanda
- Louis Iacoviello : Boslov
- Michael Ark : Dmitri
- Amy Lindsay : Mary
- Jeff Rector : Jack Rabbit
- Jeff Newman : Barman
- Shawn Rougeron : Providence
- Rachel Alig : Lauren
- Magdalena Tcherno : Sue
- Charlotte Richards : Officiel[3].

## Production

### Tournage
Le tournage a eu lieu à Las Vegas, Nevada, aux États-Unis. Le film est sorti le 12 août 2014 aux États-Unis, son pays d’origine.

## Réception critique
Le film recueille un score d’audience de 15% sur Rotten Tomatoes.